# Tåregas
Tåregas er et magtmiddel, der bruges overalt i verdenen af myndigheder ved civile uroligheder samt til opløsning af demonstrationer. I Danmark anvender politiet CS-gas. Når mennesker udsættes for gassen skabes der en kraftig irritation i øjne og slimhinder, hvilket har den ønskelige effekt at folk flygter fra stedet. Tåregassen findes i form af spraydåse, patroner eller ampuller.

## Tåregassens virkning (CS-gas)
Tåregassen angriber øjne, næse, mund og svælget, hvor der fremkommer en brændende fornemmelse. Der opleves tåreflåd, øjenlågskrampe, nysen, forøget spytsekretion, kvalme og opkast, sammensnørende fornemmelse i brystkassen, brændende fornemmelse i huden og eventuelt diarré. Der er tale om både forbigående og kronisk smerte, hoste, astma, lungeskader, dermatit, kløe og nerveskade.
I visse tilfælde kan tåregas være dødbringende. Dansk politi anvender ikke tåregas men CS-gas, der er en kvalmegas.

## Anvendelse i Danmark
I Danmark anvender politiet kun tåregas af typen CS, men der findes også i andre varianter; såsom CN-gas og CR-gas.
Som privatperson er det i Danmark forbudt uden tilladelse at være i besiddelse af nogen form for tåregasanordninger. Den politiske begrundelse for at tåregas ikke må anvendes til selvforsvarsbrug i Danmark er, at den kan anvendes som et angrebsvåben. De samme regler gælder for brugen af peberspray. Pigen i Sønderborg, der undgik en voldtægt ved at anvende peberspray, blev af politiet truet med en bøde. Bøden modtog hun og undgik yderligere straf.

## Tåregassens historie
Efter første verdenskrig, der til dels blev udkæmpet ved brug af giftgas, var synet på kemiske våben delt. De, som selv havde set ødelæggelserne, tog stærkt afstand fra brug af gas. Andre påstod, at brug af gas gav færre faldne end artilleriild. Biokemiker John Sanderson Haldane ved Cambridge sagde: "Kan jeg slås mod fjenden med sværd, kan jeg slås mod ham med sennepsgas." To momenter har fulgt os fra første verdenskrig:
- Skillet mellem giftgas og andre våben, hvor man har legitimeret forbuddet mod nogle våben og accepten af andre. Tåregas er dermed blevet lovligt, i modsætning til de fleste andre giftstoffer.
- De hensyn, man tog til den kemiske industris interesser. Det ville angiveligt være den til skade at tøjle dens iver efter at levere produkter skabt for militæret. Versaillestraktaten i 1919 fik de allieredes økonomiske interesser ind i folkeretten. Nu gjaldt det om at bevare freden, både hjemme og i kolonierne; og her kom tåregassen til nytte. General Amos Fries[4] solgte ved flittig lobbyvirksomhed tåregas ind som et harmløst middel til at bevare offentlig orden, og organiserede et netværk af forskere og politikere til at markedsføre "gas for fred".[5]

I juli 1921 tog Fries' ven, Stephen J. De la Noy, en dåse tåregas med ud på et jorde udenfor Philadelphia. Han havde inviteret byens politikorps til at afprøve produktet. Pressen var til stede, da 200 politibetjente i uniform lod sig gasse midt i ansigtet. 29. juli 1932 samlede henved 20.000 arbejdsløse krigsveteraner og deres familier sig foran Capitol i Washington D.C. med krav om de krigsbonuser, de aldrig havde fået udbetalt. De kaldte sig "Bonushæren" og blev for mange amerikanere selve symbolet på depressionen i 30'erne. I 1924 havde Kongressen sagt sig villig til at udbetale krigsbonusen i 1945, hvad der gav ophav til kaldenavnet "gravstensbonusen". (Og da Franklin D. Roosevelt blev præsident, nægtede han at udbetale den, fordi den efter hans mening ville skabe inflation. Kongressen tilsidesatte dog hans andet veto i 1936, og pengene blev omsider udbetalt.)  Men i 1932 var det præsident Herbert Hoover, der gav Nationalgarden under general Douglas MacArthur ordre om at fjerne mængden. Tåregasgranater regnede ned over mængden og skabte panik. Veteranerne gav tåregassen navnet "Hoover ration" efter præsident Hoover, som brugte den mod dem. For politimestrene og branchen var aktionen en succes. Producenten, Lake Erie Chemical, trykte fotos af aktionen i sin katalog. Senere blev der også plads til billeder af strejkende i Ohio og Virginia, der flygter fra gasskyer. "Én mand med Chemical Warfare-gas kan jage tusinde bevæbnede mænd væk,", påstod annoncerne stolt. Producenten pralede af en "uimodståelig eksplosion af blændende og kvælende smerte", som angiveligt ikke gav varige skader. Reklamen for tåregas balancerede på stram line: Samtidig som man skulle overbevise om midlets effektivitet, skulle det fremstilles som harmløst. Under depressionen i 30'erne greb USA stadig oftere til tåregass for at kvæle protester. Der skal være indkøbt for 1,25 millioner dollar (21 millioner dollar i dagens værdi) mellem 1933 og 1937, hovedsageligt med tanke på strejker.
CS-gassen er ingen gas, men et stof, der blev opdaget i 1928 af amerikanerne Corson og Stoughton i Vermont, og forbogstaverne "C" og "S" fra hver af forskernes efternavn har givet stoffet navn. Det blev anvendt af USA i Vietnamkrigen for at tvinge Viet Cong op af tunnelerne, mens britiske tropper i Nordirland anvendte SC fra 1969 for at få oprør under kontrol. Selv om tåregas - ifølge Konventionen om kemiske våben fra 1993 - nu er forbudt at anvende i krig, kan det lovligt anvendes af politiet. Politiet kan have tåregas i bæltet; det må soldater ikke.
Første gang, politiet i Danmark anvendte tåregas mod demonstranter, var i oktober 1981 under rydningen af den besatte brødfabrik Rutana og gummifabrikken Schiønning & Arvé i København, der begge var nedlagt.
Der har i Danmarks nabolande været eksperimenteret med brug af tåregas. Herunder har man i Sverige lavet forsøg med at tilbyde peberspray eller tåregas til voldsramte kvinder.

## Kemiske egenskaber
CS-gassen (2-chlorobenzylidene malononitrile) (kemisk formel: C10H5ClN2 ) fremstilles syntetisk. Som det fejlagtigt benævnes, er CS-gas ikke en gas, men en aerosol. Dette betyder at ”gassen” består er meget små partikler, der skal hjælpes i luften af en form for drivmiddel.